# 小行星20405
小行星20405（20405 Barryburke）是一颗绕太阳运转的小行星，为主小行星带小行星。该小行星于1998年8月24日发现。

## 轨道参数
小行星20405的轨道半长轴为2.5524685 UA，离心率为0.103。